# Transportbrug van Rochefort-Martrou
De Transportbrug van Rochefort-Martrou is een zweefbrug over de Charente, vlak bij de monding van de rivier in de Atlantische Oceaan. De brug verbindt Rochefort met Échillais.
De brug bestaat uit een groot portaal over de rivier waar grote schepen onderdoor kunnen varen. Met kabels is een gondel aan het portaal verbonden, die heen en weer gaat om voertuigen en personen over te zetten. De keuze voor de bouw van dit type brug, ter vervanging van het bestaande pontveer, werd ingegeven door de behoefte om voldoende doorvaarthoogte te verkrijgen voor het scheepvaartverkeer zonder de enorme op- en afritten aan te moeten leggen die een vaste brugverbinding vereist, en om de invloed van eb en vloed te omzeilen die het veer parten speelde.

## Historiek
De bouw van de brug werd begonnen in 1898 onder leiding van de Franse ingenieur Ferdinand Arnodin, die ook instond voor het ontwerp en die het concept van de zweefbrug bedacht had. De brug werd na een bouwtijd van 27 maanden ingehuldigd op 29 juli 1900. De kostprijs bedroeg 586.500 toenmalige francs. Destijds had de gondel een capaciteit van 9 wagens met dubbelspan en 50 personen of 200 personen voor een maximum gewicht van 26 ton. De overzet duurde, opladen en afladen inbegrepen, 40 minuten.
Van 1933 tot 1934 werden de stalen balken van de overspanning vervangen en aangepast.
In 1967 werd de brug buiten gebruik gesteld en vervangen door een klassieke hefbrug met grotere verkeerscapaciteit. Deze hefbrug zou al snel zelf vervangen worden door een vaste tolbrug die anno 2012 nog steeds in gebruik is.
In 1975 werd de afbraak van de brug voorzien en hiervoor werd een bedrag van 1,4 miljoen Franse frank ingeschreven op het budget. Luid protest van lokale verenigingen en politici kon het tij doen keren, zodat de brug reeds op 30 april 1976 erkend werd als monument. Het zou nog tot 1990 duren voor een grondige, zeven miljoen franks kostende restauratie werd opgestart. In 1994 volgde de heropening en sedertdien is de brug weer in gebruik, zij het enkel nog voor voetgangers, fietsers en bromfietsen. De vrijwel geluidloze overzet neemt nauwelijks enkele minuten in beslag. Gezien de ligging dicht bij zee en de aard van de constructie is de brug erg gevoelig voor de invloed van de wind, daarom is ze niet operationeel boven windkracht zes.

## Technische gegevens
- Totale lengte van de brug: 175m
- Lengte van de draagtafel: 140m
- Breedte van de draagtafel: 8m
- Hoogte van de pylonen: 66,25m
- Hoogte van de draagtafel boven de rivier: 50m
- Afmetingen van de gondel: 14m x 11,5m

## Fotogalerij

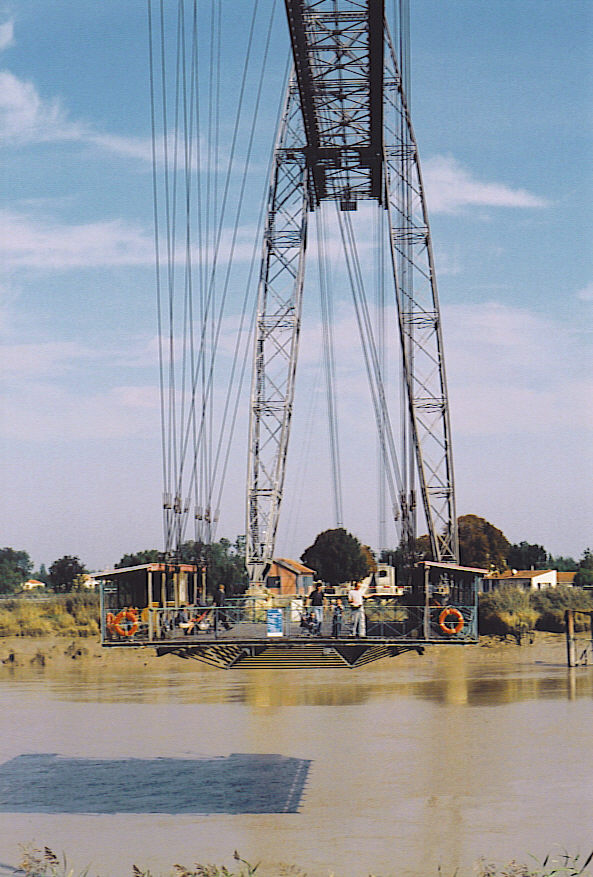
vooraanzicht van de gondel
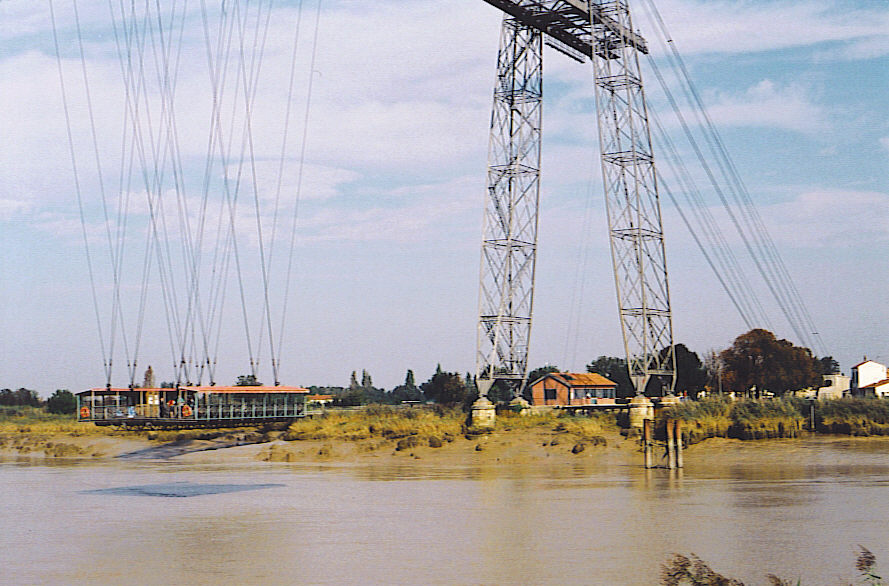
zijaanzicht van de gondel
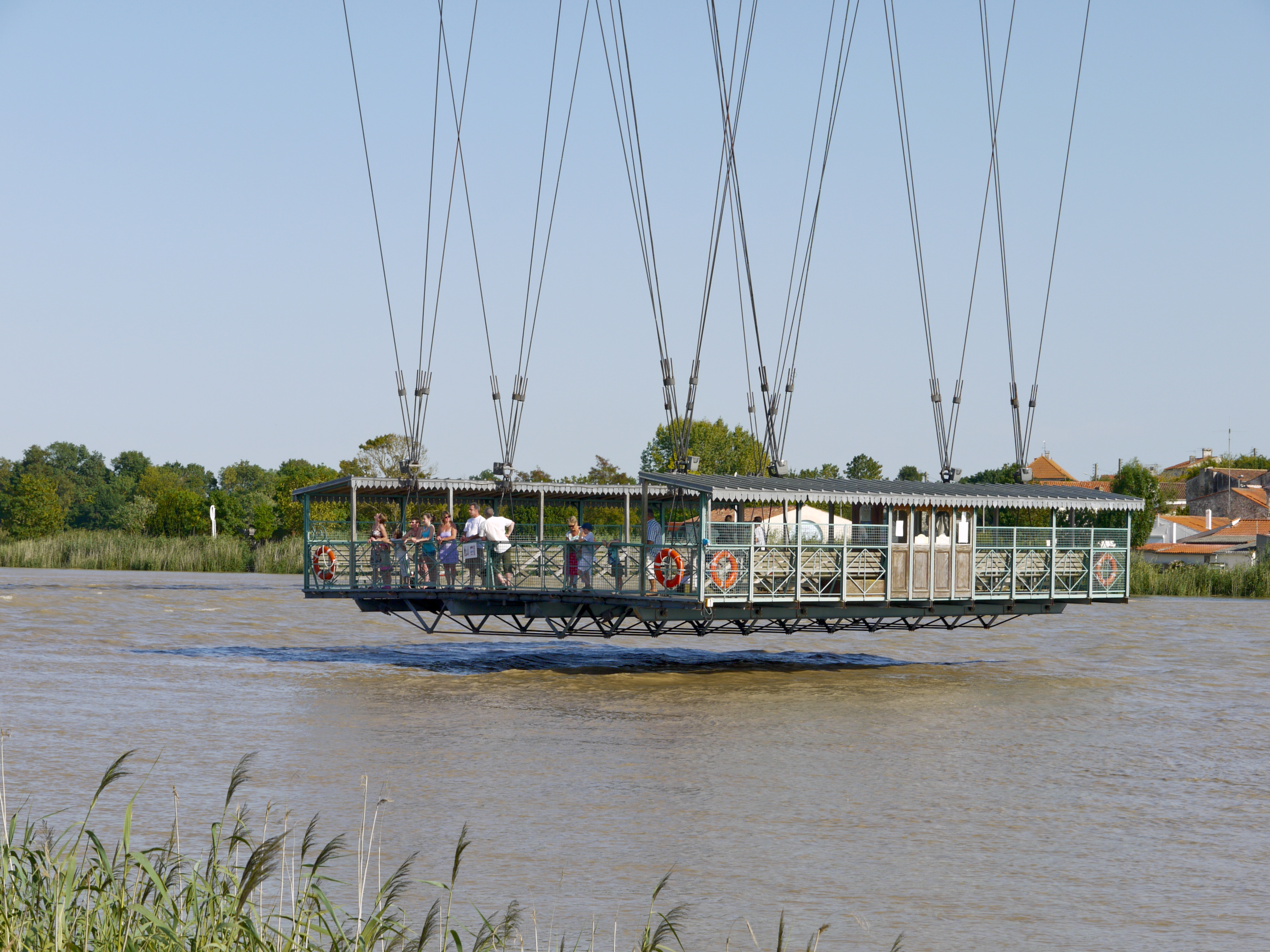
de gondel
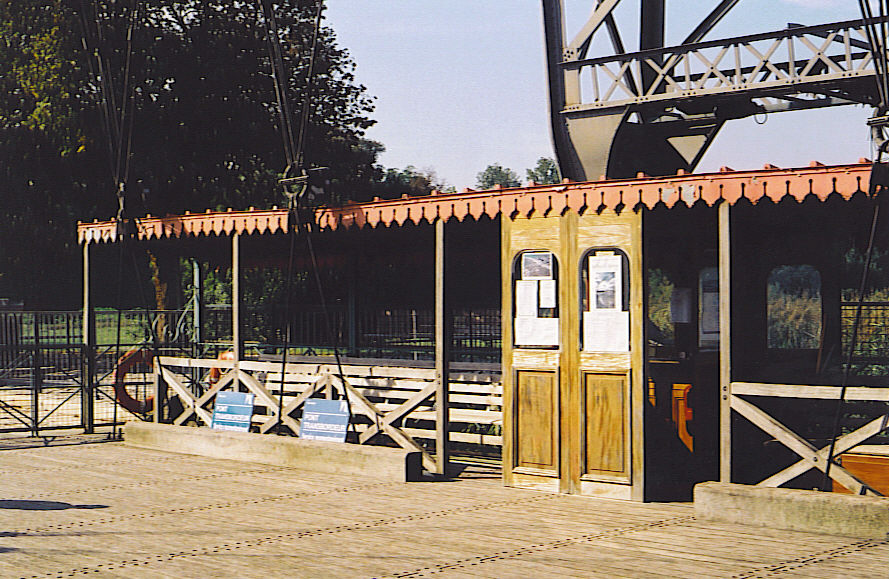
bedieningscabine en zitbanken op de gondel
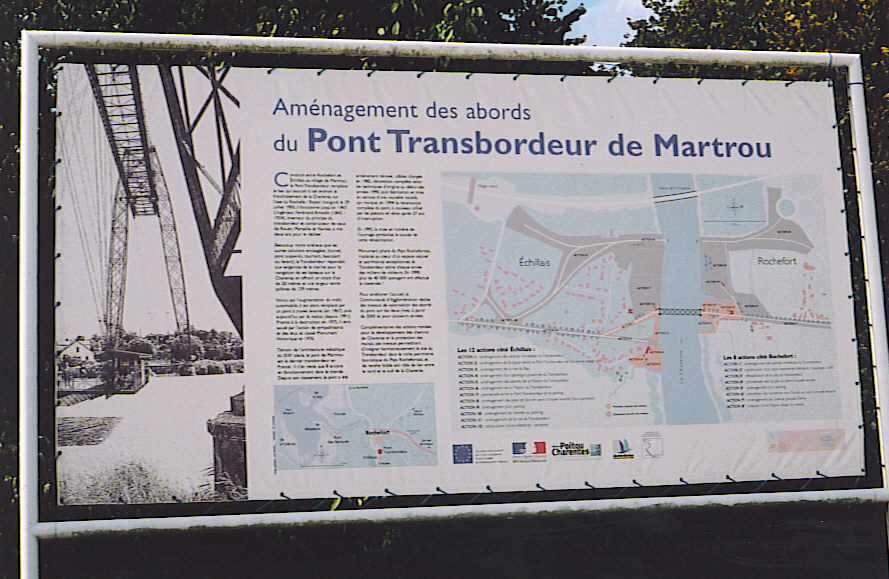
infopaneel over de zweefbrug na de restauratie
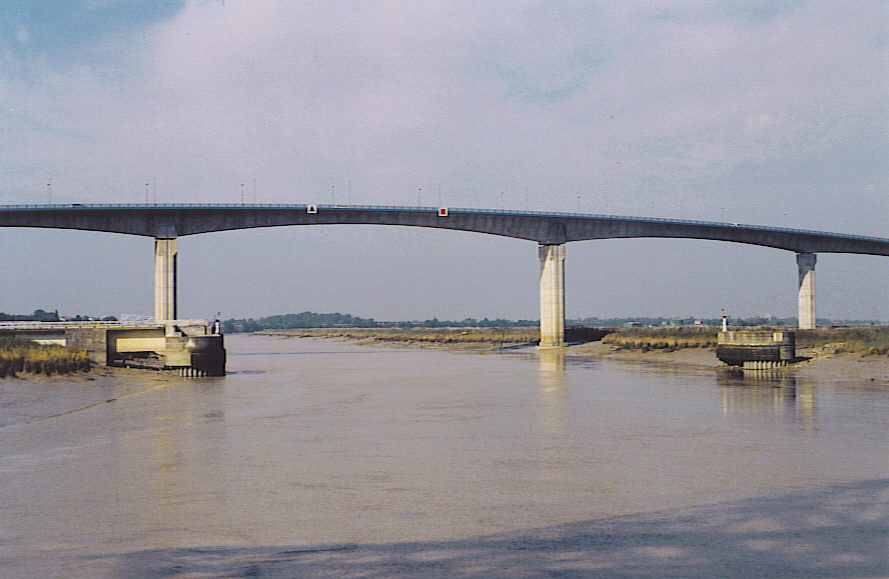
de vaste wegverbinding, gezien vanaf de zweefbrug
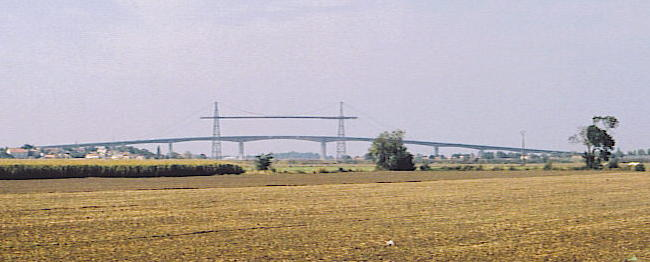
Oude en nieuwe brug bij elkaar
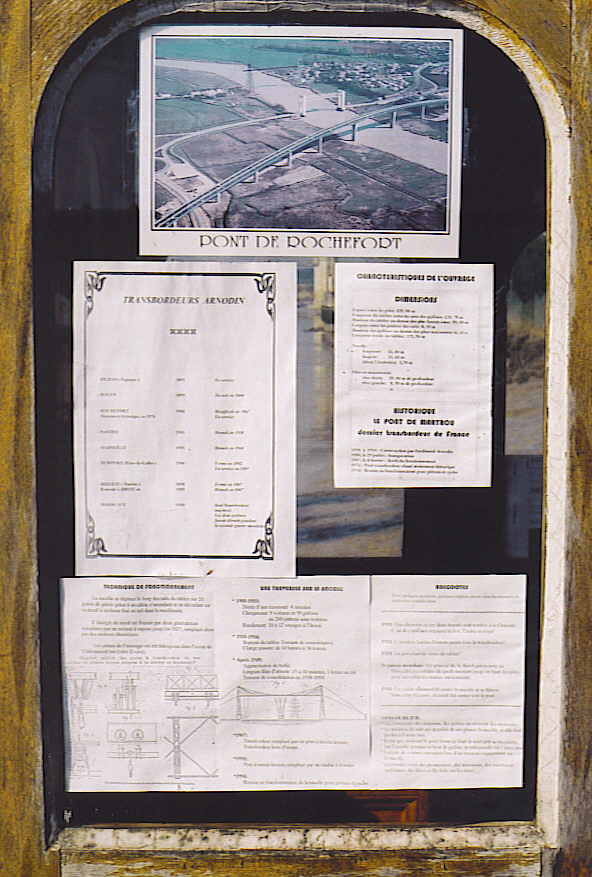
Info en foto op de bedieningscabine van de brug

## Trivia
De brug kreeg een rol toebedeeld in de openingsscène van de muzikale film Les Demoiselles de Rochefort van de Franse regisseur Jacques Demy en was ook te zien in een aflevering van de televisieserie De bende van Wim die in 2005 te zien was op Canvas.